# Marcel Mbayo
Marcel Mbayo  est un footballeur congolais (RDC) né le 23 avril 1978 à Lubumbashi.
Il a participé à la Coupe d'Afrique des nations 2006 avec l'équipe de République démocratique du Congo.

## Carrière
| Année   | Club                       | Pays                             |
| ------- | -------------------------- | -------------------------------- |
| 1996    | AC Sodigraf                | République démocratique du Congo |
| 1997    | AC Sodigraf                | République démocratique du Congo |
| 1998    | AC Sodigraf                | République démocratique du Congo |
| 1999-00 | KSC Lokeren                | Belgique                         |
| 2000-01 | KSC Lokeren Gençlerbirliği | Belgique Turquie                 |
| 2001-02 | Gençlerbirliği             | Turquie                          |
| 2002-03 | Gençlerbirliği             | Turquie                          |
| 2003-04 | Gençlerbirliği             | Turquie                          |
| 2004-05 | Malatyaspor Sakaryaspor    | Turquie                          |
| 2005-06 | Sakaryaspor                | Turquie                          |
| 2006-07 | Sakaryaspor KSC Lokeren    | Turquie Belgique                 |
| 2007-08 | KSC Lokeren                | Belgique                         |
| 2008-09 | KSC Lokeren                | Belgique                         |
| 2009-10 | KSC Lokeren                | Belgique                         |
| 2010-11 | KSC Lokeren                | Belgique                         |